# Dedë Maçaj
Dedë Maçaj (* 21. Oktober oder 5. Februar 1920 in Mal i Jushit nahe Shkodra; † 15. März oder 28. März 1947 in Përmet, Albanien) war ein römisch-katholischer Priester. Er wurde im kommunistischen Regime Albaniens um seines Glaubens willen erschossen. Er gehört zu den Achtunddreißig Märtyrern von Albanien.

## Leben
Nach den ersten Studien am Päpstlichen Seminar in Shkodra studierte er Theologie und Philosophie in Rom. Am 19. März 1944 wurde er zum Priester geweiht. Er bekam die Aufgabe als stellvertretender Pfarrer von Shkodra übertragen. Besonders wurde er in der Militärseelsorge eingesetzt, wo er sich mit ganzer Kraft einbrachte. Im Jahr 1947 wurde er verhaftet unter der Anklage, er sei ein Spion des Vatikans. Eine Gruppe fanatischer Soldaten schlug ihn mit Fäusten und Beinen blutig; die gesamte Folter, die er erleiden musste, wird im Albanischen als „unbeschreiblich“ bezeichnet. Am 15. März 1947 wurde er erschossen.

## Erinnerung
Den Menschen, für die er gelebt hat, ist er in Erinnerung als bescheidener, überzeugter, liebevoller und dienstbereiter Priester.

## Seligsprechung
Am 5. November 2016 wurde Dedë Macaj zusammen mit 37 weiteren Glaubenszeugen in Shkodra seliggesprochen werden. Der Präfekt der Kongregation für die Selig- und Heiligsprechungen, Kardinal Angelo Amato, leitete im Auftrag von Papst Franziskus die Feierlichkeiten.